# Luís Martins de Sousa Chichorro
D. Luís Martins de Sousa Chichorro foi um administrador colonial português que exerceu o cargo de Capitão-General na Capitania-Geral do Reino de Angola entre outubro 1654 e 18 de abril de 1658, tendo sido antecedido por Bartolomeu de Vasconcelos da Cunha e sucedido por João Fernandes Vieira. 